# South Tucson
South Tucson – miasto w Stanach Zjednoczonych, w stanie Arizona, w hrabstwie Pima.